# Акімов Ігор Олексійович
Ігор Олексійович Акімов (1937, Київ, УРСР) — російський радянський письменник та журналіст українського походження.
Свої твори пише російською.

## Творчість
У 1963 році виходить дебютна збірка оповідань в жанрі наукової фантастики — «І стіни пахнуть сонцем». Початково оповідання збірки були написані письменником російською, але надрукувати він зміг лише їх переклад українською.
З 1965 р. працював у співавторстві з російським письменником Володимиром Кириловичем Карпенком, звернулися до жанру військової прози.
У 2008 закінчив роман «Храм».